# Алмасинский район
Алмасинский район (тадж. ноҳияи Алмосӣ) — административно-территориальная единица в составе Сталинабадской области, существовавшая в 1944—1948 годах. Площадь района по данным 1947 года составляла 0,6 тыс. км².
Алмасинский район был образован в составе Сталинабадской области Таджикской ССР 3 ноября 1944 года. В его состав были включены Алмасинский, Горно-Ханакинский, Джиргинакский и Кипчакский кишлачные советы Гиссарского района, а также Курукский и Лучобский к/с Варзобского района.
24 августа 1948 года Алмасинский район был упразднён, а его территория передана в Гиссарский район (за исключением Курукского и Лучобского к/с, переданных в Варзобский район).